# 全文偏误
全文偏误（英語：FUTON bias，为的缩写，直译为“网上全文”）是一种發表偏差，指学者们倾向于引用开放获取的学术期刊——即在互联网上免费提供全文的期刊（不在付费墙后面），而非收费出版物。
一些领域的学者可以更容易地发现和获取全文可在网上获得的文章，这增加了作者阅读和引用这些文章的可能性，这个问题最早是在医学研究中提出的，也主要在医学研究中研究。在循证医学的背景下，不提供开放获取的昂贵期刊中的文章可能被“定价为证据不足”（priced out of evidence），使可在网上获得全文的出版物的权重更高。全文偏误可能会增加开放获取期刊相对于非开放获取期刊的影响因子。
一项研究的结论是，医学领域的作者“专注于在互联网上可获得全文的期刊上发表的研究，而忽略了未获得全文的相关研究，从而在他们的搜索结果中引入了偏见因素”。另一项研究的作者得出结论：“开放获取的优势是质量优势，而不是质量偏误”，作者“在OA自我存档使其可访问后，对使用和引用更具可引用性的文章进行自我选择”，开放访问“本身不会使不可用（因此不可引用）的论文被更多的使用和引用”。
此外，还有一个被称为“无摘要偏误”（no abstract available bias）的类似现象，是指学者倾向于引用网上有摘要的期刊文章，而不是没有摘要的，这对文章的引用次数的影响与全文偏误类似。

## 延伸阅读
- Goldsmith, K. . Elective Affinities Conference. State University of New York, Buffalo. 2005-09-27  [2021-05-15]. （原始内容存档于2019-02-24）.